# 지구 횡단 소행성 목록
지구 횡단 소행성체(영어: Earth-crosser, near-Earth asteroid)는 황도극(ecliptic pole)에서 관찰되며 지구의 궤도를 횡단하는 지구 근처의 소행성이다. 지구를 가로지르는 궤도를 가진 소행성이 반드시 지구와 충돌할 위험은 없다. 소행성의 궤도는 지구의 궤도와 교차하지 않을 수도 있다. 이 명백한 모순은 많은 소행성들의 궤도 경사가 크기 때문에 발생한다. 그래서 지구의 근일점보다 작은 근일점을 가지지만, 소행성의 궤도는 절대로 교차할 수 없다. 미래에 지구와 충돌할 가능성이 있으며 일정 크기 이상인 소행성은 잠재적으로 위험한 소행성(PHA)으로 분류된다. 특히, 지구와의 최소 궤도교차거리(MOID)가 0.05AU 미만이고 절대등급이 22 이하인 경우(즉 소행성이 그만큼 큰 경우), 그 소행성은 잠재적으로 위험한 소행성에 포함된다.
PHA의 개념은 몇 년 동안 존재해 왔으나 그것은 현재 폐기된 ECA(Earth-crossing asteroid)의 엄격한 정의를 대체하기 위한 것이다. 소행성이 ECA인지 결정하기 위해 행성의 중력 섭동을 포함하여 미래의 천년기 궤도를 계산해야 했으며 지구와의 충돌 가능성을 평가하는 것은 비실용적인 것으로 판명되었다.
작은 최소 궤도교차거리(MOID)로 인하여 반드시 충돌한다고 할 수는 없다. 다른 한편으로, 소행성이 지나가는 행성궤도 주위 소행성의 작은 중력 섭동이 경로를 크게 바꿀 수 있다. 예를 들어, 99942 아포피스(Apophis)는 2029년에 지구의 정지궤도위성에 근접하는 위치까지 지구에 접근할 것이다.
지구는 아포피스의 궤적을 바꿀 것이며 그 결과로 아포피스는 미래에 지구에 더욱 가까이 접근할 것이다. 아포피스의 현재 궤도는 아직 알려지지 않았기 때문에 2029년 이후 아포피스의 경로를 정확하게 예측하는 것은 아직 불가능하다.
행성의 조우 이전의 매우 작은 차이는 이후의 궤도에서 큰 차이를 만들어 낼 수 있다. 지구를 가로지르는 소행성 중 3753 Cruithne는 지구와 같은 주기의 궤도를 가지고 있는 것으로 유명하다.

참고: † outer-grazer
- 1566 이카루스
- 1620 Geographos
- 1685 Toro
- 1862 Apollo
- 1863 Antinous
- 1864 Daedalus
- 1865 Cerberus
- 1866 시지푸스
- 1981 Midas
- 2062 아텐
- 2063 Bacchus
- 2100 Ra-Shalom
- 2101 Adonis
- 2102 Tantalus
- 2135 Aristaeus
- 2201 Oljato
- 2212 Hephaistos
- 2329 Orthos
- 2340 Hathor
- 3103 Eger
- 3200 Phaethon
- 3360 Syrinx
- 3361 Orpheus
- 3362 Khufu
- 3554 Amun
- 3671 Dionysus †
- 3752 Camillo †
- 3753 Cruithne
- 3838 Epona

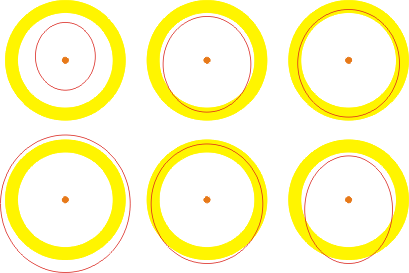
Diagram showing different asteroid paths. The yellow band marks the Earth's orbit; the red line marks the asteroid's path.
Outer-grazer(†): 가운데 아래
Crosser: 오른쪽 아래

- 4015 Wilson–Harrington †
- 4034 Vishnu
- 4179 Toutatis
- 4183 Cuno
- 4197 Morpheus
- 4257 Ubasti
- 4341 Poseidon
- 4450 Pan
- 4486 Mithra
- 4544 Xanthus
- 4581 Asclepius
- 4660 Nereus
- 4769 Castalia
- (4953) 1990 MU
- 5011 Ptah
- (5131) 1990 BG
- 5143 Heracles
- (5189) 1990 UQ
- 5381 Sekhmet
- (5496) 1973 NA
- (5590) 1990 VA
- (5604) 1992 FE
- (5645) 1990 SP
- (5660) 1974 MA
- (5693) 1993 EA
- 5731 Zeus
- 5786 Talos
- (5828) 1991 AM
- (6037) 1988 EG
- (6047) 1991 TB1
- (6053) 1993 BW3
- 6063 Jason
- 6239 Minos
- (6455) 1992 HE
- 6489 Golevka †
- (6611) 1993 VW
- (7025) 1993 QA †
- 7092 Cadmus
- (7335) 1989 JA
- (7341) 1991 VK
- (7350) 1993 VA
- (7482) 1994 PC1
- (7753) 1988 XB
- (7822) 1991 CS
- (7888) 1993 UC
- (7889) 1994 LX
- (8014) 1990 MF
- (8035) 1992 TB
- (8176) 1991 WA
- (8201) 1994 AH2
- (8507) 1991 CB1
- (8566) 1996 EN
- (9058) 1992 JB †
- 9162 Kwiila
- (9202) 1993 PB
- (9856) 1991 EE
- (10115) 1992 SK
- (10145) 1994 CK1
- (10165) 1995 BL2
- 10563 Izhdubar
- (10636) 1998 QK56
- 11066 Sigurd
- 11311 Peleus †
- (11405) 1999 CV3
- 11500 Tomaiyowit
- 11885 Summanus
- (12538) 1998 OH
- 12711 Tukmit
- 12923 Zephyr †
- (13651) 1997 BR
- 14827 히프노스
- (16816) 1997 UF9
- (16834) 1997 WU22
- (16960) 1998 QS52
- (17181) 1999 UM3
- (17182) 1999 VU
- (17188) 1999 WC2
- (17511) 1992 QN
- (20236) 1998 BZ7
- (20425) 1998 VD35
- (20429) 1998 YN1
- (20826) 2000 UV13
- (22099) 2000 EX106
- (22753) 1998 WT
- (22771) 1999 CU3
- (23187) 2000 PN9
- (24443) 2000 OG
- (24445) 2000 PM8 †
- 24761 Ahau
- 25143 이토카와
- (25330) 1999 KV4
- (26379) 1999 HZ1
- (26663) 2000 XK47
- (27002) 1998 DV9 †
- (29075) 1950 DA
- (30825) 1990 TG1
- (30997) 1995 UO5
- (31662) 1999 HP11
- (31669) 1999 JT6
- (33342) 1998 WT24
- (35107) 1991 VH
- (35396) 1997 XF11
- (35670) 1998 SU27
- (36236) 1999 VV
- (36284) 2000 DM8
- (37638) 1993 VB
- 37655 Illapa
- 38086 Beowulf
- (38239) 1999 OR3
- (40267) 1999 GJ4
- (41429) 2000 GE2
- (42286) 2001 TN41
- (52340) 1992 SY †
- (52750) 1998 KK17
- (52760) 1998 ML14
- (52762) 1998 MT24
- (53319) 1999 JM8
- (53409) 1999 LU7
- (53426) 1999 SL5
- (53429) 1999 TF5
- (53550) 2000 BF19
- (53789) 2000 ED104 †
- 54509 YORP
- (55408) 2001 TC2
- (55532) 2001 WG2
- (65679) 1989 UQ
- (65690) 1991 DG
- (65717) 1993 BX3 †
- (65733) 1993 PC
- 65803 Didymos †
- (65909) 1998 FH12
- (66008) 1998 QH2
- (66063) 1998 RO1
- (66146) 1998 TU3
- (66253) 1999 GT3
- (66391) 1999 KW4
- (66400) 1999 LT7
- (67381) 2000 OL8
- (67399) 2000 PJ6
- (68216) 2001 CV26
- (68267) 2001 EA16
- (68346) 2001 KZ66
- (68347) 2001 KB67
- (68348) 2001 LO7
- (68372) 2001 PM9
- (68548) 2001 XR31
- (68950) 2002 QF15
- 69230 Hermes
- (85182) 1991 AQ
- (85236) 1993 KH
- 85585 Mjolnir
- (85640) 1998 OX4
- (85713) 1998 SS49
- (85770) 1998 UP1
- (85774) 1998 UT18
- (85818) 1998 XM4
- (85938) 1999 DJ4
- (85953) 1999 FK21
- (85989) 1999 JD6
- (85990) 1999 JV6
- (86039) 1999 NC43
- (86450) 2000 CK33
- (86666) 2000 FL10
- (86667) 2000 FO10
- (86819) 2000 GK137 †
- (86829) 2000 GR146
- (86878) 2000 HD24
- (87024) 2000 JS66
- (87025) 2000 JT66
- (87309) 2000 QP
- (87311) 2000 QJ1
- (87684) 2000 SY2
- (88213) 2001 AF2
- (88254) 2001 FM129
- (88710) 2001 SL9
- (88959) 2001 TZ44
- (89136) 2001 US16 †
- (89958) 2002 LY45
- (89959) 2002 NT7
- (90075) 2002 VU94
- (90147) 2002 YK14 †
- (90367) 2003 LC5
- (90403) 2003 YE45
- (90416) 2003 YK118
- 99942 아포피스
- (136617) 1994 CC
- (153591) 2001 SN263
- 367943 두엔데
- (374158) 2004 UL
- (386454) 2008 XM
- 2002 VE68
- 2005 HC4
- (394130) 2006 HY51
- 2008 FF5
- 2008 HO3
- (410777) 2009 FD
- 2012 XE133
- 2013 ND15

## 같이 보기
- 수성 횡단 소행성 목록
- 금성 횡단 소행성 목록
- 지구 횡단 소행성 목록
- 화성 횡단 소행성 목록
- 목성 횡단 소행성 목록
- 토성 횡단 소행성체 목록
- 천왕성 횡단 소행성체 목록
- 해왕성 횡단 소행성체 목록

## 참고 문헌
- 국제천문연맹 Near Earth Asteroids (NEAs) A Chronology of Milestones 1800 - 2200